# Bejdy
Bejdy – wieś sołecka w Polsce położona w województwie mazowieckim, w powiecie łosickim, w gminie Olszanka.
| SIMC    | Nazwa        | Rodzaj    |
| ------- | ------------ | --------- |
| 1054848 | Dworszczyzna | część wsi |
| 1054854 | Kokosia      | część wsi |

Wieś założona przez Karola przydomek Młot w XVIII wieku. Legenda głosi, że został wygnany z Żelechowa i kierował się na północny wschód gdzie miał się osiedlić w pewnym mieście. Podobno znalazł tu tak dogodne miejsce do życia, że osiedlił się tu i sprowadził tutaj swoją rodzinę. Od jego powiedzenia – „Bejdę tu, ni tam” wzięła się nazwa wsi.
W latach 1954–1961 wieś należała i była siedzibą władz gromady Bejdy, po jej zniesieniu w gromadzie Olszanka. 
Bejdy są siedzibą rzymskokatolickiej  parafii  Nawiedzenia Najświętszej Maryi Panny.